# أولاد خلف (سوهاج)
قرية أولاد خلف هي إحدى القرى التابعة إداريًا لمركز دار السلام بمحافظة سوهاج في جمهورية مصر العربية. حسب إحصاءات سنة 2006، بلغ إجمالي السكان في أولاد خلف 24013 نسمة، منهم 12044 رجل و11969 امرأة.